# Kammerforst (Oberschwarzach)
Kammerforst  ist ein Gemeindeteil des Marktes Oberschwarzach im unterfränkischen Landkreis Schweinfurt in Bayern. Kammerforst liegt in der Gemarkung Breitbach.

## Geografische Lage
Der Weiler liegt relativ zentral im Oberschwarzacher Gemeindegebiet. Im Norden erhebt sich das gemeindefreie Gebiet Geiersberg. Östlich beginnt der oberfränkische Landkreis Bamberg. Das Gemeindegebiet von Ebrach liegt Kammerforst am nächsten. Unmittelbar im Süden, verbunden durch die Kammerforster Straße, schließt sich der Oberschwarzacher Gemeindeteil Breitbach an. Westlich, entlang der Bundesstraße 22, beginnt der Landkreis Kitzingen mit der Gemeinde Prichsenstadt. Oberschwarzach ist im Nordwesten zu finden.

## Geschichte
Der Name des Ortes geht auf seine Zugehörigkeit zum Hochstift Würzburg zurück. Die „Forste, zur hochstiftischen Kammer gehörig“ lagen in unmittelbarer Umgebung des Dorfes an den Bergen Radstein und Geiersberg. Heute sind die Wälder gemeindefreies Gebiet. Ursprünglich war der Ort Teil des Besitzes der Grafen von Stollberg, bereits 1237 konnte das Hochstift die Dorfherrschaft übernehmen. Erst nach der Mediatisierung im 19. Jahrhundert wurde Kammerforst Teil der Gemeinde Breitbach.

## Sehenswürdigkeiten
Den Mittelpunkt des Weilers bildet heute die katholische St. Valentinuskapelle. Das Gotteshaus entstand im Jahr 1708 und wurde als kleiner Zeltdachbau mit Dachreiter errichtet. Daneben bestehen noch mehrere Bildstöcke um Kammerforst. Das älteste dieser steinernen Glaubenszeugnisse stammt aus dem 17. Jahrhundert und zeigt die Kreuzigung Christi. An ein Altarretabel erinnert ein weiterer Stock an der Straße nach Breitbach.